# アールライバルズ
アールライバルズ（R-Rivals）は、日本のカードゲーム。作者はカナイセイジ。オリジナルは2011年にゲームマーケットにて頒布された作品『R』で、その後2014年にキュービスト（現・HIKE）が『R-Rivals』として一般発売し、2022年にすごろくやが改訂し『アールライバルズ』として発売した。
海外では『Braverats』として、英語やドイツ語を始めとした10か国語での展開がなされた。

## ゲームの概要
プレイ人数は2人。プレイヤーはそれぞれ0から7の数字とキャラクター名、能力の書かれた専用のカードを各種1枚ずつ、計8枚を手札として持った状態でゲームがスタートする。
プレイヤーは互いにカードを1枚ずつ伏せて出し、同時に公開してその数字や能力で対決する。基本的には数字が大きい方が勝利するが、能力によってさまざまな効果が発生する。引き分けの場合は、勝敗は次の対決に持ち越されるが、さらに引き分けならさらに持ち越される。例えば、2回引き分けた後に勝利すれば3勝となる。
一度出したカードは再利用不可。先に4勝するか、姫で王子と対決したプレイヤーがゲームの勝利となる。

## カードの種類
| 数字 | キャラクター名 | 能力 |
| ---- | -------------- | --- |
| 0    | 道化           | 今回の対決を引き分けにする。                                                                                              |
| 1    | 姫             | 王子と対決したとき、ただちにゲームに勝利する。                                                                            |
| 2    | 密偵           | 次の対決では、相手が出したカードの内容を見てから、自分が出すカードを選べる。 （お互いに密偵を出したなら、この能力は無効） |
| 3    | 暗殺者         | この対決は、数字が小さいほうが勝つ。王子には無効。                                                                        |
| 4    | 大臣           | 対決で勝ったら、勝ち数+1。（持ち越しで勝っても適用される）                                                                |
| 5    | 魔術師         | この対決での相手のカードの能力を無効にする。 （前の対決で出された将軍の能力は無効にできない）                             |
| 6    | 将軍           | 次の対決に使うカードの数値が+2される。                                                                                    |
| 7    | 王子           | 姫と対決したとき、ただちにゲームに敗北する。                                                                              |

## ヴァリエーション
- ストリートファイターライバルズ[4][5]
2015年発売。